# HTC Desire C

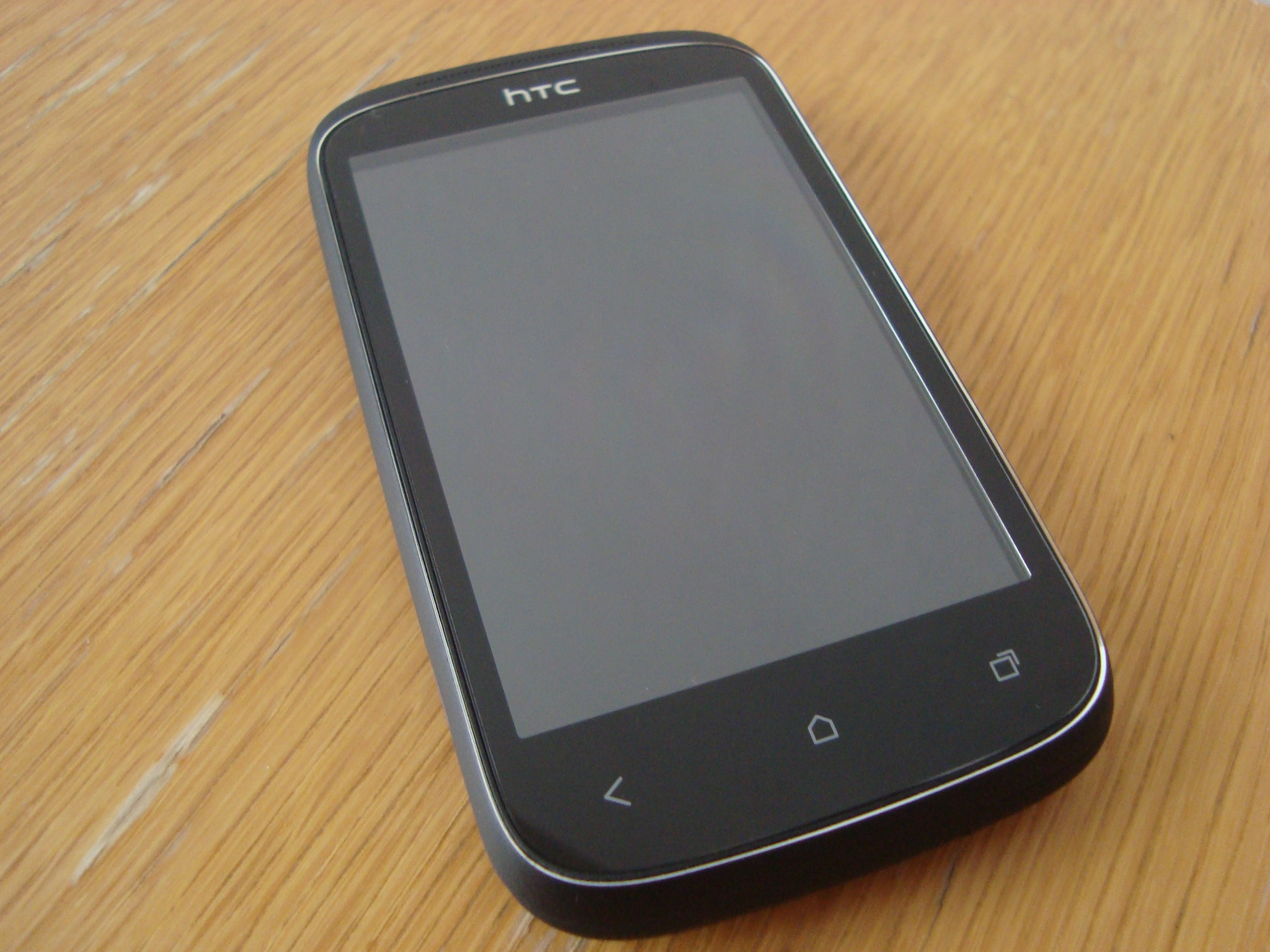
HTC Desire C

HTC Desire C je jeden z méně známých mobilních telefonů společnosti HTC, jenž využívá systém Android od společnosti Google. Tento levný chytrý telefon, který pohání procesor 0,6 GHz (600 MHz) má rozlišení displeje 480 × 320, vnitřní paměť 4 GB, kterou je možno rozšířit paměťovými kartami až do 32 GB, a paměť RAM 512 MB. Je vhodný na nepříliš velké zatížení - brouzdání po internetu, poslech hudby, přehrávání videí, úpravu textů, nebo například FTP a Bluetooth přenos dat.

## Typy souborů
HTC Desire C podporuje a umí bez dalšího softwaru sám otevřít spoustu formátů obrázků, fotografií, hudby, videí a dalších souborů.

## Fotoaparát a videokamera
HTC Desire C má fotoaparát 5 Mpx, který dokáže fotografovat maximálně v rozlišení 2592 × 1728 a natáčet v rozlišení maximálně 640 × 480. Fotoaparát nabízí další úpravy fotografie nebo videa před i po pořízení foto/videa.
Jsou to zejména filtry (Žádné efekty, stupně šedi, sépiová, negativ, solarizace, posterizace, akvamarínová), samospoušť (2/10/OFF sekund), kontrola po sejmutí (OFF/3/5/bez omezení sekund), úprava expozice, kontrastu, sytosti a ostrosti, nastavení ISO (AUTO/100/200/400/800), vyvážení bílé (AUTO/Žárovka/Zářivka/Denní světlo/Oblačno), nastavení úložiště, detekce obličeje, automatické zachycení úsměvu, fotografie s geoznačkou, automatické vylepšení, u videa pak záznam se zvukem (ON/OFF); zobrazení mřížek a zvuk závěrky.
Před fotografováním máte ještě na výběr ze čtyř druhů fotografií:
- Automaticky
- Portrét
- Krajina
- Denní světlo

Fotografie jsou pořizovány ve formátu JPG a videozáznamy MP4.

### Obrázkové formáty
Telefon umí sám otevřít minimálně následující typy obrázkových souborů:
- JPG, JPEG
- PNG
- GIF
- ICO
- BMP

Telefon neumí otevřít bez dalšího softwaru nejméně tyto typy obrázků a fotografií:
- TIF, TIFF
- PCX

### Zvukové formáty
HTC Desire C umí spustit minimálně následující hudební soubory:
- MP3
- WAV
- WMA
- MID
- AAC
- AMR, do něhož sám nahrává zvukové záznamy
- M4A

Bez dalšího softwaru nedokáže sám přehrát následující:
- OGG (oficiální dokumentace uvádí, že ano)

### Videosoubory
U videosouborů záleží nejen na typu, ale také na přenosové rychlosti, nicméně přehraje následující typy souborů:
- MP4, do něhož také sám zaznamenává video
- AVI
- WMV
- 3GP, 3G2, 3GPP
- XVID

Opět bez dalšího softwaru si neporadí s:
- VOB
- MKV
- MOV

### Další formáty
Mobilní telefon má vlastní software také na následující typy souborů:
- TXT, HTML, PHP, CSS, JS (a další textové formáty...)
- APK (aplikace pro Android)